# ブライアン・チン
ブライアン・チン（Brian Ching,  中国語:程拜仁、1978年5月24日 - ）はアメリカ・ハワイ生まれの中国系アメリカ人の元サッカー選手、現サッカー指導者。元アメリカ代表。

## 経歴

### クラブ
地元ハワイの高校を卒業後、ワシントン州のゴンザガ大学に進学。大学では1998年と1999年の2年間で34ゴール、23アシストを記録。また同時期にプレミア・デベロップメント・リーグ(4部相当)のスポーケン・シャドウでもプレーしている。
2001年、ドラフトを経てMLSのロサンゼルス・ギャラクシーに入団し、初のハワイ出身MLSプレイヤーとなる。初年度に8試合に出場し1ゴールを決める。その後2部に相当するユナイテッド・サッカー・リーグのシアトル・サウンダーズ（シアトル・サウンダーズFCとは別クラブ）にレンタルされ、後に同クラブに移籍している。
2003年2月、MLSの追加ドラフトを経て、サンノゼ・アースクエイクスに入団する。チンは夏に怪我をしてチームを離脱するが、チームはその年MLSカップを制覇する。2004年には12ゴールでMLSの得点王、そしてMLSベストイレブンとカムバック賞を獲得する。2005年、サンノゼ・アースクエイクスがテキサス州ヒューストンに移転してヒューストン・ダイナモになるのに当たり、チンも他の選手、スタッフ同様にヒューストン・ダイナモに移籍する。2006年、チームは移転1年目でMLSカップを制覇してチンはMLSカップのMVPに選ばれる。選手兼任コーチを務めた2013年に現役を引退した。
2013年12月23日、NWSLに新規参入するヒューストン・ダッシュのマネージング・ディレクターに就任した。

### 代表
2003年5月26日のウェールズ戦でアメリカ代表としてデビューを飾る。アメリカ代表初のハワイ出身、史上二人目の中国系アメリカ人のプレイヤーとなる。その後、実績を重ねて、2006年のドイツワールドカップのメンバーにも選ばれるが出番はなかった。
2009年のCONCACAFゴールドカップでは多くの試合でスタメンとして出場した。

## 代表歴

### 出場大会
- アメリカ代表
  - 2006年 2006 FIFAワールドカップ(グループリーグ敗退)
  - 2007年 2007 CONCACAFゴールドカップ(優勝)
  - 2009年 2009 CONCACAFゴールドカップ(準優勝)

### 試合数
- 国際Aマッチ 45試合 11得点（2003年-2010年）[2]

| アメリカ代表 | 国際Aマッチ | 国際Aマッチ |
| 年           | 出場        | 得点        |
| ------------ | ----------- | ----------- |
| 2003         | 1           | 0           |
| 2004         | 4           | 2           |
| 2005         | 6           | 0           |
| 2006         | 9           | 2           |
| 2007         | 5           | 1           |
| 2008         | 7           | 4           |
| 2009         | 11          | 1           |
| 2010         | 2           | 1           |
| 通算         | 45          | 11          |